# Blake Berris
Blake Everett Berris (Minneapolis, 24 agosto 1984) è un attore statunitense.
È noto per i suoi ruoli di Nick Fallon e di Everett Lynch/Bobby Stein in Il tempo della nostra vita.

## Biografia
Berris è il figlio di Ken Berris e Lauren Berris. Ha una sorella Riley Berris. Berris si è laureato in tre anni all'Università della California, a Los Angeles, specializzandosi in recitazione presso la School of Theatre, Film e TV e ha continuato a studiare e partecipare a un programma teatrale presso l'Università di Oxford.

### Carriera
Nel 2006, Berris si è unito al cast di Il tempo della nostra vita nel ruolo di Nick Fallon ed è restato fino al 2009 anno in cui ha lasciato il ruolo per poi tornare dal 2012 al 2014 e poi come ospite nel 2021 e nel 2023. È apparso come guest star in serie tv come The Mentalist, Breaking Bad e Pretty Little Liars. Nel 2021, ha ripreso il ruolo di Nick Fallon nel film natalizio Days of Our Lives: A Very Salem Christmas. Nell'ottobre 2023, Berris è tornato in Il tempo della nostra vita nel ruolo di un nuovo personaggio Everett Lynch che si rivela poi essere Bobby Stein. Nel 2024 lascia il ruolo di Everett/Bobby quando il suo personaggio viene ucciso.

## Filmografia

### Cinema
- Girlfriend, regia di Justin Lerner (2010)
- House of Last Things, regia di Michael Bartlett (2013)
- Meth Head, regia di Jane Clark (2013)
- Mafiosa, regia di Yusaku Mizoguchi (2016)
- Before You Know It, regia di Hannah Pearl Utt (2019)
- She's Missing, regia di Alexandra McGuinness (2019)
- Gli ultimi fuorilegge (Never Grow Old), regia di Ivan Kavanagh (2019)
- Days of Our Lives: A Very Salem Christmas, regia di Noël Maxam (2021)

### Televisione
- Numb3rs – serie TV, episodio 2x07 (2005)
- Hannah Montana – serie TV, episodio 1x15 (2006)
- Il tempo della nostra vita (Days of Our Lives) – serial TV (2006–2024)
- The Starter Wife – serie TV, episodi 2x01-2x02-2x08 (2008)
- The Mentalist – serie TV, episodio 1x19 (2009)
- The Boys & Girls Guide to Getting Down, reagia di Michael Shapiro – film TV (2010)
- Breaking Bad – serie TV, episodio 4x06 (2011)
- Prime Suspect – serie TV, episodio 1x06 (2011)
- The Big Bang Theory – serie TV, episodio 5x09 (2011)
- Circling the Drain, reagia di Tucker Gates – film TV (2011)
- Pretty Little Liars – serie TV, episodi 6x13-6x17 (2016)
- Supergirl – serie TV, episodio 1x14 (2016)
- General Hospital – serial TV, 2 puntate (2017)
- Bones – serie TV, episodio 12x4 (2017)
- NCIS - Unità anticrimine (NCIS) – serie TV, episodio 14x17 (2017)
- Longmire – serie TV, episodio 6x06 (2017)
- 9-1-1 – serie TV, episodio 6x13 (2023)

## Doppiatori italiani
Nelle versioni in italiano delle opere in cui ha recitato, Blake Berris è stato doppiato da:
- Mirko Mazzanti in Breaking Bad
- Stefano Broccoletti in Supergirl
- Luca Graziani in NCIS - Unità anticrimine